# 선택할 자유
《선택할 자유(Free to Choose)》는 밀턴 프리드먼과 로즈 프리드먼이 1980년에 쓴 책으로 공영 방송에 방영된 자유 시장 경제를 논하는 10회 분량의 내용을 담고 있다.  이 책은 텔레비젼 시리즈이며 책으로 출간된 〈불확실성의 시대〉에 대한 반응에 대한 내용을 갖고 있다.  밀턴 프리드먼은 1976년에 노벨 경제학상을 수여 받았다.  프리드먼은 정부가 경제영역에 참여하는 것을 줄여야 개인의 자유를 늘리는 것이며, 시장 자체에 선순환을 통해 경기가 살아 날 수 있다고 주장한다.
프리드먼은 미국과 구소련과의 비교를 통하여 자유시장경제가 중앙집권계획 경제에 비해 탁월함을 증명하고자 하였다.

## 주요 인용 인물
- 애덤 스미스의 국부론 :  거래는 양방이 서로 이익을 볼 때야만 가능하면 이러한 협동관계는 극히 자발적일 때라야 가능하다. 한 개인이 그의 이득을 얻고자 할 때, 보이지 않는 손이 작동하여 그 목적에 이르도록 인도한다.
- 토머스 제퍼슨의 독립선언서: 모든 사람은 평등하게 창조되었고 모두가 불가침의 신성한 권리를 갖고 있다.
- 존 스튜어트 밀: 자유론에서 그 자신과 자신의 몸과 마음에 관하여는 개인에게 주권이 있다.
- 프리드리히 하이에크: 노예의 길로의 속도를 줄이기 위해서는 정부의 역할을 줄이고, 자유시민들의 자발적인 협동을 통해 목적을 이끌도록 하여야 한다.
- 헤드릭 스미스의 러시아 : 저서 '러시아'에서 헤드릭 스미스는 러시아에 사는 사람들이 갖는 전체주의에 안주하는 성향을 관찰하였다.